# Microsynodontis
Microsynodontis là một chi cá da trơn trong họ Mochokidae bản địa của châu Phi. Một vài loài trong chi này có giá trị giao dịch thương mại trên thị trường cá cảnh

## Các loài
Hiện hành có 12 loài được ghi nhận trong chi này:
- Microsynodontis armatus Ng, 2004
- Microsynodontis batesii Boulenger, 1903
- Microsynodontis christyi Boulenger, 1920
- Microsynodontis emarginata Ng, 2004
- Microsynodontis hirsuta Ng, 2004
- Microsynodontis laevigata Ng, 2004
- Microsynodontis lamberti Poll & Gosse, 1963
- Microsynodontis nannoculus Ng, 2004
- Microsynodontis nasutus Ng, 2004
- Microsynodontis notata Ng, 2004
- Microsynodontis polli Lambert, 1958
- Microsynodontis vigilis Ng, 2004